# Eiji Yanagisawa
Eiji Yanagisawa (柳沢 栄治 Yanigasawa Eiji?,  nacido el 22 de agosto de 1967 en Tokio) es un seiyū japonés afiliado a Production Baobab.
Yanagisawa murió de una hemorragia en el tronco encefálico el 12 de noviembre de 2024, a la edad de 57 años. Su muerte fue anunciada en el sitio web de Production Baobab ocho días después de que su familia celebrara un funeral privado.

## Roles interpretados

### Anime
- Padre de Elk en Arc the Lad.
- Kiyosumi Morimura, Okabe-sensei y Umpire en Suzumiya Haruhi no Yūutsu.
- Prof. Ulen Hibiki en Mobile Suit Gundam Seed.
- Genzō en Naruto.
- Zapper Zaku y Gunbiker en SD Gundam Force.
- Padre de Kazuho en The World of Narue.

### OVA
- Shigeru Obata en I’ll CKBC